# Административно-территориальное деление Орловской области

## Административно-территориальное устройство

Административная карта Орловской области

Согласно Закону «Об административно-территориальном устройстве Орловской области», субъект РФ включает следующие административно-территориальные единицы:
- 3 города областного значения (I — Ливны, II — Мценск, III — Орёл);
- 24 района (1 — Болховский, 2 — Верховский, 3 — Глазуновский, 4 — Дмитровский, 5 — Должанский, 6 — Залегощенский, 7 — Знаменский, 8 — Колпнянский, 9 — Корсаковский, 10 — Краснозоренский, 11 — Кромской, 12 — Ливенский, 13 — Малоархангельский, 14 — Мценский, 15 — Новодеревеньковский, 16 — Новосильский, 17 — Орловский, 18 — Покровский, 19 — Свердловский, 20 — Сосковский, 21 — Троснянский, 22 — Урицкий, 23 — Хотынецкий, 24 — Шаблыкинский)
  - 223 сельсовета.

Административным центром Орловской области является город Орёл, разделённый на 4 административных района, не имеющих статуса муниципальных образований.
Административно-территориальные единицы состоят из территориальных единиц — населённых пунктов (городов районного значения (подчинения), посёлков городского типа, посёлков, сёл, деревень, слобод, хуторов и других).

## Муниципальное устройство
В рамках организации местного самоуправления, в границах административно-территориальных единиц Орловской области были созданы муниципальные образования. По состоянию на 1 января 2021 года их количество составляло 267, в том числе:
- 3 городских округа,
- 24 муниципальных района,
  - 17 городских поселений,
  - 223 сельских поселения.

В 2021 году в Орловский муниципальный округ был преобразован одноимённый муниципальный район, все сельские и городское поселения которого были упразднены. После этого преобразования общее количество муниципальных образований в области сократилось до 250, в том числе:
- 3 городских округа,
- 1 муниципальный округ,
- 23 муниципальных района,
  - 16 городских поселений,
  - 207 сельских поселения.

## Районы и города областного значения (муниципальные районы, муниципальные, городские округа)
| №         | Флаг | Герб | Название                                      | Админ. центр          | Площадь (км²) | Место по площади | Население (чел.) | Место по населению | Плотность населения (чел./км²) | Место по плотности |
| --------- | ---- | ---- | --------------------------------------------- | --------------------- | ------------- | ---------------- | ---------------- | ------------------ | ------------------------------ | ------------------ |
| 1e-06     |      |      | Районы (муниципальные районы и округа)        |                       |               |                  |                  |                    |                                |                    |
| 1         |      |      | Болховский                                    | город Болхов          | 1 178,638     | 7                | ↘15 224          | 6                  | 12.92                          | 7                  |
| 2         |      |      | Верховский                                    | пгт Верховье          | 1 077,31      | 9                | ↘14 730          | 7                  | 13.67                          | 6                  |
| 3         |      |      | Глазуновский                                  | пгт Глазуновка        | 580,888       | 24               | ↘10 245          | 13                 | 17.64                          | 4                  |
| 4         |      |      | Дмитровский                                   | город Дмитровск       | 1 249,8       | 5                | ↘10 480          | 12                 | 8.39                           | 19                 |
| 5         |      |      | Должанский                                    | пгт Долгое            | 908,38        | 13               | ↘8684            | 16                 | 9.56                           | 15                 |
| 6         |      |      | Залегощенский                                 | пгт Залегощь          | 1 137,97      | 8                | ↘11 725          | 11                 | 10.3                           | 11                 |
| 7         |      |      | Знаменский                                    | село Знаменское       | 817,1         | 16               | ↘4253            | 23                 | 5.2                            | 24                 |
| 8         |      |      | Колпнянский                                   | пгт Колпна            | 1 186,2       | 6                | ↘12 459          | 9                  | 10.5                           | 10                 |
| 9         |      |      | Корсаковский                                  | село Корсаково        | 638,86        | 22               | ↘3814            | 24                 | 5.97                           | 23                 |
| 10        |      |      | Краснозоренский                               | посёлок Красная Заря  | 649,9         | 21               | ↘5146            | 21                 | 7.92                           | 21                 |
| 11        |      |      | Кромской                                      | пгт Кромы             | 969,02        | 12               | ↘20 502          | 3                  | 21.16                          | 2                  |
| 12        |      |      | Ливенский                                     | город Ливны           | 1 806,3       | 1                | ↘26 000          | 2                  | 14.39                          | 5                  |
| 13        |      |      | Малоархангельский                             | город Малоархангельск | 754,3         | 20               | ↘9363            | 14                 | 12.41                          | 9                  |
| 14        |      |      | Мценский                                      | город Мценск          | 1 674,108     | 3                | ↘16 795          | 5                  | 10.03                          | 13                 |
| 15        |      |      | Новодеревеньковский                           | пгт Хомутово          | 1 024,9       | 11               | ↘9076            | 15                 | 8.86                           | 16                 |
| 16        |      |      | Новосильский                                  | город Новосиль        | 766,84        | 18               | ↘6700            | 19                 | 8.74                           | 17                 |
| 17        |      |      | Орловский (муниципальный округ)               | город Орёл            | 1 700,3       | 2                | ↘70 123          | 1                  | 41.24                          | 1                  |
| 18        |      |      | Покровский                                    | пгт Покровское        | 1 410,975     | 4                | ↘11 950          | 10                 | 8.47                           | 18                 |
| 19        |      |      | Свердловский                                  | пгт Змиёвка           | 1 056,236     | 10               | ↘13 382          | 8                  | 12.67                          | 8                  |
| 20        |      |      | Сосковский                                    | село Сосково          | 611,57        | 23               | ↘5116            | 22                 | 8.37                           | 20                 |
| 21        |      |      | Троснянский                                   | село Тросна           | 761,79        | 19               | ↘7739            | 18                 | 10.16                          | 12                 |
| 22        |      |      | Урицкий                                       | пгт Нарышкино         | 838,38        | 15               | ↘17 312          | 4                  | 20.65                          | 3                  |
| 23        |      |      | Хотынецкий                                    | пгт Хотынец           | 805,6         | 17               | ↘7911            | 17                 | 9.82                           | 14                 |
| 24        |      |      | Шаблыкинский                                  | пгт Шаблыкино         | 847,66        | 14               | ↘5916            | 20                 | 6.98                           | 22                 |
| 24.000002 |      |      | Города областного значения (городские округа) |                       |               |                  |                  |                    |                                |                    |
| 25        |      |      | город Ливны                                   | город Ливны           | 32,1          | 2                | ↘42 928          | 2                  | 1337.32                        | 3                  |
| 26        |      |      | город Мценск                                  | город Мценск          | 20,81         | 3                | ↘36 070          | 3                  | 1733.3                         | 2                  |
| 27        |      |      | город Орёл                                    | город Орёл            | 121,21        | 1                | ↘289 503         | 1                  | 2388.44                        | 1                  |

## История административно-территориального деления
- 27 сентября 1937 года была образована Орловская область, в её состав вошли 59 районов и 5 городов, не входящих в состав районов. Из Курской области были выделены 25 районов: Болховский, Верховский, Волынский, Должанский, Дросковский, Залегощенский, Знаменский, Измалковский, Колпнянский, Корсаковский, Краснозоренский, Кромской, Ливенский, Моховской, Мценский, Никольский, Новодеревеньковский, Новосильский, Орловский, Покровский, Русско-Бродский, Свердловский, Сосковский, Тельченский и Урицкий; из Западной области — 29 районов: Брасовский, Брянский, Гордеевский, Дубровский, Дятьковский, Жиздринский, Жуковский, Карачевский, Клетнянский, Климовский, Клинцовский, Комаричский, Красногорский, Людиновский, Мглинский, Навлинский, Новозыбковский, Погарский, Почепский, Рогнединский, Севский, Стародубский, Суземский, Суражский, Трубчевский, Ульяновский, Унечский, Хвастовичский и Шаблыкинский; из Воронежской области — 5 районов: Елецкий, Задонский, Краснинский, Становлянский и Чибисовский.
- 21 августа 1939 года за счет разукрупнения образованы 4 новых района: Хотынецкий, Выгоничский, Жирятинский и Злынковский.
- 22 сентября 1939 года из Курской области в состав Орловской передан Долгоруковский район.
- 12 декабря 1940 года образован Володарский район, таким образом к началу Великой Отечественной войны Орловская область имела в своем составе 66 районов и 5 городов: Брянск, Елец, Клинцы, Орджоникидзеград, Орёл.
- 5 июля 1944 года в состав образованной Брянской области перешли Брасовский, Брянский, Выгоничский, Гордеевский, Дубровский, Дятьковский, Жирятинский, Жуковский, Злынковский, Карачевский, Клетнянский, Климовский, Клинцовский, Комаричский, Красногорский, Мглинский, Навлинский, Новозыбковский, Погарский, Понуровский, Почепский, Рогнединский, Севский, Стародубский, Суземский, Суражский, Трубчевский, Унечский, города областного подчинения Бежица, Брянск, Клинцы, Новозыбков; в состав образованной Калужской области перешли Жиздринский, Людиновский, Ульяновский, Хвастовичский районы.
- 13 июля 1944 года в состав Орловской области из Курской перешли Глазуновский, Дмитровский, Малоархангельский, Поныровский, Троснянский районы.
- 9 октября 1944 года Поныровский район возвращен в Курскую область.
- 12 марта 1946 года образованы Судбищенский и Чернавский районы.
- 6 января 1954 года при образовании Липецкой области в неё были переданы 9 районов Орловской области: Волынский, Долгоруковский, Елецкий, Задонский, Измалковский, Краснинский, Становлянский, Чернавский, Чибисовский районы и город областного подчинения Елец.
- 15 марта 1956 года упразднены Судбищенский и Тельченский районы.
- 28 апреля 1962 года Ливны получил статус города областного подчинения.
- 10 января 1963 года в административное подчинение Орловского областного (промышленного) Совета депутатов трудящихся отнесены города: Орёл, Ливны, Мценск, Болхов, Дмитровск, Новосиль, Малоархангельск и рабочие посёлки Верховье, Змиёвка. В административное подчинение Орловского областного (сельского) Совета депутатов трудящихся отнесены рабочие посёлки Колпны, Залегощь, Нарышкино, Кромы, Глазуновка и все остальные районы.
- 1 февраля 1963 года введено новое административное деление Орловской области. Образованы 2 промышленных района: Верховский (р. п. Верховье и г. Новосиль) и Свердловский (р. п. Змиёвка и города Дмитровск и Малоархангельск); 10 сельских районов: Болховский, Залегощенский, Колпнянский, Кромской, Ливенский, Мценский, Новодеревеньковский, Орловский, Свердловский, Урицкий; 3 города областного подчинения: Орёл, Ливны, Мценск. Город Болхов подчинен Орловскому городскому Совету депутатов трудящихся. Упразднены Володарский, Глазуновский, Дмитровский, Должанский, Дросковский, Знаменский, Краснозоренский, Корсаковский, Малоархангельский, Моховской, Никольский, Новосильский, Покровский, Русско-Бродский, Сосковский, Троснянский, Хотынецкий, Шаблыкинский районы[9].
- 3 марта 1964 года образован Шаблыкинский сельский район.
- 12 января 1965 года упразднено деление на сельские и промышленные районы: Болховский, Залегощенский, Колпнянский, Кромской, Ливенский, Мценский, Новодеревеньковский, Орловский, Свердловский, Урицкий и Шаблыкинский сельские районы преобразованы в районы. Упразднены Верховский и Свердловский промышленные районы. Образованы районы: Верховский, Глазуновский, Дмитровский, Должанский, Новосильский, Покровский, Хотынецкий.
- 30 декабря 1966 года образован Малоархангельский район.
- 23 августа 1985 года образованы Знаменский, Краснозоренский, Сосковский и Троснянский районы.
- 2 августа 1989 года образован Корсаковский район, таким образом в составе Орловской области стало 24 района и 3 города областного подчинения.
- 1 января 2006 года города областного значения (подчинения) в рамках муниципального устройства получили статус городских округов, а районы — муниципальных районов. Посёлок городского типа Колпны переименован в Городское поселение Колпна. Административно-территориальные единицы (города областного значения (подчинения) и районы) при этом сохранились в рамках административно-территориального устройства области.[1]

## Карта
Легенда карты:
| Тип населённого пункта: Административный центр области; городской округ Города областного подчинения; городские округа Города районного подчинения Посёлки городского типа Посёлки Сёла Деревни | Населённые пункты с населением: 289 503 чел. от 20 000 до 49 999 чел. от 7 000 до 9 999 чел. от 5 000 до 6 999 чел. от 3 000 до 4 999 чел. от 1 500 до 2 999 чел. от 500 до 1499 чел. |